# Grands Prix automobiles de la saison 1928
Champion du monde des constructeurs AIACR
Non attribué
1927 1929
La saison de Grands Prix automobiles 1928 voit la victoire du pilote monégasque Louis Chiron dans sept Grands Prix. Le règlement requérant au moins trois courses dans le championnat, le titre de Champion du monde des manufacturiers ne fut pas attribué.

## Grands Prix de la saison

### Grands Prix du championnat
| Grand Prix                                                                                | Circuit      | Date        | Pilote vainqueur | Constructeur vainqueur | Résultats |
| ----------------------------------------------------------------------------------------- | ------------ | ----------- | ---------------- | ---------------------- | --------- |
| 500 miles d'Indianapolis                                                                  | Indianapolis | 30 mai      | Louis Meyer      | Miller                 | Résultats |
| Grand Prix d'Italie                                                                       | Monza        | 9 septembre | Louis Chiron     | Bugatti                | Résultats |
| Le Grand Prix d'Italie est également connu sous le nom de Grand Prix automobile d'Europe. |              |             |                  |                        |           |

### Autres Grands Prix
| Grand Prix                    | Circuit        | Date        | Pilote vainqueur        | Constructeur vainqueur | Résultats |
| ----------------------------- | -------------- | ----------- | ----------------------- | ---------------------- | --------- |
| Grand Prix de Tripoli         | Tripoli        | 11 mars     | Tazio Nuvolari          | Bugatti                | Résultats |
| Circuit d'Esterel Plage       | Saint-Raphaël  | 11 mars     | Louis Chiron            | Bugatti                | Résultats |
| Circuito del Pozzo            | Vérone         | 25 mars     | Tazio Nuvolari          | Bugatti                | Résultats |
| Grand Prix d'Australie        | Phillip Island | 31 mars     | Arthur Waite            | Austin                 | Résultats |
| Circuit de la Riviera         | Cannes         | 1er avril   | Louis Chiron            | Bugatti                | Résultats |
| Grand Prix d'Antibes          | Garoupe        | 9 avril     | Louis Chiron            | Bugatti                | Résultats |
| Grand Prix de Casablanca      | Casablanca     | 15 avril    | Edouard Meyer           | Bugatti                | Résultats |
| Circuito di Alessandria       | Alexandrie     | 22 avril    | Tazio Nuvolari          | Bugatti                | Résultats |
| Coppa Florio                  | Madonies       | 6 mai       | Albert Divo             | Bugatti                | Résultats |
| Targa Florio                  | Madonies       | 6 mai       | Albert Divo             | Bugatti                | Résultats |
| Grand Prix d'Algérie          | Staoueli       | 6 mai       | Marcel Lehoux           | Bugatti                | Résultats |
| Coppa di Messina              | Messine        | 13 mai      | Edouard Probst          | Bugatti                | Résultats |
| Grand Prix de Bourgogne       | Dijon          | 16 mai      | Janine Jennky           | Bugatti                | Résultats |
| Coppa dell'Etna               | Catania        | 20 mai      | Baconin Borzacchini     | Maserati               | Résultats |
| Grand Prix de Tunisie         | Le Bardo       | 3 juin      | Marcel Lehoux           | Bugatti                | Résultats |
| Circuito stradale del Mugello | Mugello        | 3 juin      | Emilio Materassi        | Talbot                 | Résultats |
| Grand Prix de Rome            | Tre Fontane    | 10 juin     | Louis Chiron            | Bugatti                | Résultats |
| Grand Prix de Picardie        | Péronne        | 10 juin     | Henri Auber             | Bugatti                | Résultats |
| Circuit de Thuin              | Thuin          | 10 juin     | Josef Delzaert          | Bugatti                | Résultats |
| Grand Prix Bugatti            | Le Mans        | 24 juin     | André Dubonnet,         | Bugatti                | Résultats |
| Circuito di Cremona           | Crémone        | 24 juin     | Luigi Arcangeli         | Talbot                 | Résultats |
| Coupe de la Commission        | Comminges      | 1er juillet | William Grover-Williams | Bugatti                | Résultats |
| Grand Prix de la Marne        | Reims          | 8 juillet   | Louis Chiron            | Bugatti                | Résultats |
| Grand Prix de Saint-Sébastien | Lasarte        | 25 juillet  | Louis Chiron            | Bugatti                | Résultats |
| Grand Prix d'Espagne          | Lasarte        | 29 juillet  | Louis Chiron            | Bugatti                | Résultats |
| Coppa Acerbo                  | Pescara        | 4 août      | Giuseppe Campari        | Alfa Romeo             | Résultats |
| Coppa Montenero               | Montenero      | 19 août     | Emilio Materassi        | Talbot                 | Résultats |
| Grand Prix de la Baule        | La Baule       | 23 août     | Pierre Blacque-Belair   | Bugatti                | Résultats |
| Grand Prix de Boulogne        | Boulogne       | 9 septembre | Malcolm Campbell        | Delage                 | Résultats |

## Note
1. ↑  (exclusivement sur Bugatti)
2. ↑  Bugatti aux 24 Heures du Mans 1930 (Les24Heures, sur type 37 1500 cm3 à compresseur, 20 janvier 2009, par Thierry Chargé).
3. ↑  Grand Prix Bugatti 1928 (AutoSport).
4. ↑  (sur voiturette Delage 15S8, pour la dernière édition de l'épreuve)